# Frank Casañas

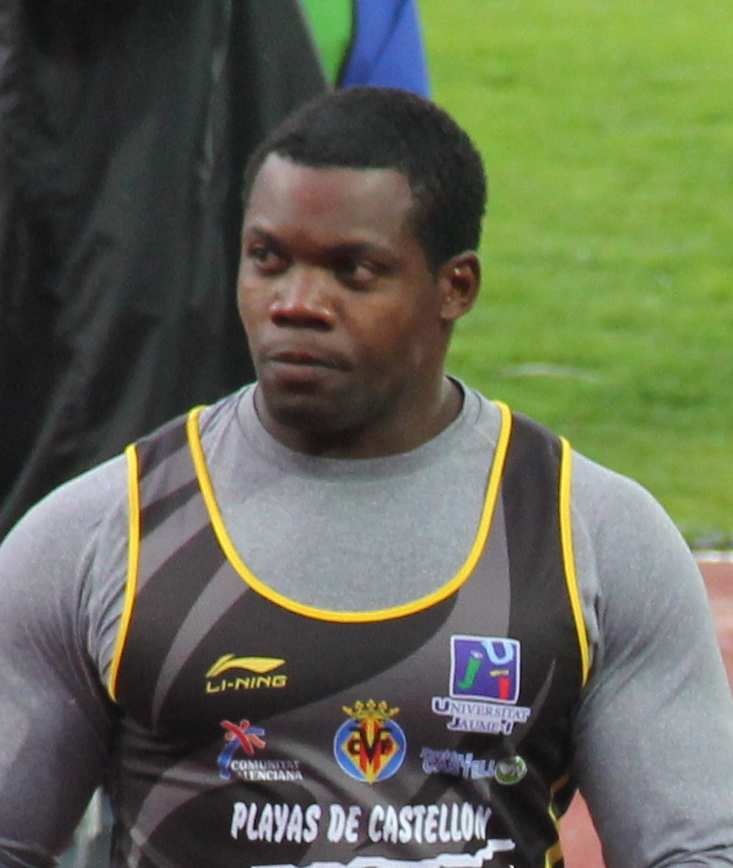
Frank Casañas

Yennifer Frank Casañas Hernández, född den 18 oktober 1978, är en spansk diskuskastare som tävlade för Kuba till maj 2008. Vid de Olympiska sommarspelen 2008 tävlade han för Spanien och kom då femma i finalen. Hans personbästa är 67.91 meter, ett resultat som han nådde i juni 2008 i Castellón.

## Resultat i de stora turneringarna
| 1996                    | Junior-VM                            | Sydney, Australien       | 3:a  |         |
| 1998                    | Central American and Caribbean Games | Maracaibo, Venezuela     | 2:a  | [ 1 ]   |
| 2000                    | OS                                   | Sydney, Australia        | 24:a | 60.84 m |
| 2003                    | Pan American Games                   | Santo Domingo, Dom. Rep. | 2:a  | [ 2 ]   |
| 2004                    | Olympic Games                        | Aten, Grekland           | 17:e | 60.60 m |
| Representerande Spanien |                                      |                          |      |         |
| 2009                    | Mediterranean Games                  | Pescara, Italien         | 1:a  | 65.58 m |
| 2010                    | Ibero-Amerikanska mästerskapet       | San Fernando, Spanien    | 2:a  | 62.08 m |
| 2010                    | EM                                   | Barcelona, Spanien       | 11:a | 62.15 m |